# واگارویل (آلاباما)
واگارویل (به انگلیسی: Wagarville) یک منطقهٔ مسکونی در ایالات متحده آمریکا است که در شهرستان واشینگتن، آلاباما واقع شده‌است. واگارویل ۳٬۳۵۳ نفر جمعیت دارد.